# Siboglinoides
Siboglinoides är ett släkte av ringmaskar. Siboglinoides ingår i familjen skäggmaskar.
Kladogram enligt Catalogue of Life:
| Siboglinoides | \| \| Siboglinoides caribbeanus \| \| \| \| \| \| Siboglinoides dibrachia \| \| \| \| |
|               | \| \| Siboglinoides caribbeanus \| \| \| \| \| \| Siboglinoides dibrachia \| \| \| \| |
|               | Siboglinoides caribbeanus                                                             |
|               |                                                                                       |
|               | Siboglinoides dibrachia                                                               |
|               |                                                                                       |